# 禅家岩镇
禅家岩镇，是中华人民共和国陕西省汉中市宁强县下辖的一个乡镇级行政单位。

## 行政区划
禅家岩镇下辖以下地区：
岩房坝村、落水洞村、谢家院村、火石子村、禅家岩村和张家坝村。